# James Stewart-Murray (9e duc d'Atholl)
James Thomas Stewart-Murray, 9e duc d'Atholl, 14e baron Strange, 8e baron Percy (18 août 1879 - 8 mai 1957), titré Lord James Stewart-Murray jusqu'en 1942, est un pair et soldat écossais.

## Biographie
Stewart-Murray est le quatrième et plus jeune fils de John Murray (7e duc d'Atholl), et de Louisa Moncreiffe, fille de Thomas Moncreiffe, 7e baronnet. Il fait ses études au Collège d'Eton et est nommé sous-lieutenant dans le 1er bataillon des Queen's Own Cameron Highlanders le 3 janvier 1900. Le mois suivant, il part pour l'Afrique du Sud pour combattre dans la seconde guerre des Boers où il est mentionné dans les dépêches et obtient deux médailles et six agrafes. Plus tard, il combat pendant la Première Guerre mondiale, où il est blessé, capturé et détenu comme prisonnier de guerre. Il quitte l'armée avec le grade de major . Il devient franc-maçon dans la Loge St. John, n°14 (maintenant la Loge Unie de Dunkeld) en même temps que son frère aîné George en 1914. En 1942, âgé de 62 ans, il succède à son frère aîné John Stewart-Murray (8e duc d'Atholl) dans le duché.
Atholl est décédé célibataire en mai 1957, à l'âge de 77 ans. À sa mort, la baronnie de Strange (cf. Baron Strange) est tombée en désuétude tandis que la baronnie de Percy (cf. Baron Percy) est transmise à son parent Hugh Percy (10e duc de Northumberland). Les baronnies de Murray et Glenlyon (cf. James, Atholl et Glen Lyon) et le comté de Strange disparaissent. Il est remplacé dans le duché d'Atholl et dans d'autres titres écossais par, George Iain Murray (10e duc d'Atholl), son cousin éloigné, qui descend de George Murray, évêque de St David's, deuxième fils du 3e duc au XVIIIe siècle .